# 丁進 (明朝)
丁進（？—？），字印趋，號瓯石，浙江绍兴府上虞縣人。明末政治人物。

## 生平
丁進博学强记，通达治体，尤邃于性理之学。祖父丁子中，读书好施，万历十六年岁大饥，家仅给衣食，子中每减省以活贫民，遇雨雪，辄登楼望，突不烟者馈以薪米。一日娶妾至，哀泣不已，询知父为旧邑倅，逋粮鬻女，子中即遣还不取值。居近山，有虎患，偶失闭门，虎伏阶下，子中抚其背，意为犊也，虚竟去。里有水碓，子中失足坠，臼椎摇摇不下，若有神助，卒崇配乡贤。
万历四十三年（1615年），丁进舉乙卯科浙江乡试，萬曆四十七年（1619年）登己未科進士，考选翰林院庶吉士，天啓元年（1621年）授检讨，二年四月充实录纂修官。时魏珰假子抚民，僭衣命服入朝，进斥之，珰怒。进与同官陈子壮、林釬等六人首摘其奸，俱削籍。珰败，六词臣同日召还。崇祯元年戊辰（1628年），进分校礼闱，十二月晋左春坊左庶子、经筵日讲官，上嘉悦，赐金帛。以升转愆期，弹劾首辅韓爌。六年癸酉主试江南，以党附温体仁被弹劾归里。时袁崇焕荷大帅任，进逆知无成功，上疏论之，后竟如其言。上虞与馀姚接壤，虞民代姚邮役甚苦，进上章争之。

## 著作
著有《性理》等书行世。

## 家族
曾祖丁大住，庠生。祖父丁士中，庠生。父丁履元，典史。